# Zbigniew Tadeusz Wierzbicki
Zbigniew Tadeusz Wierzbicki (ur. 13 marca 1919 w Warszawie, zm. 7 czerwca 2017) – polski socjolog, specjalizujący się w polityce społecznej oraz socjologii wsi i ochrony środowiska, profesor.

## Życiorys
W 1937 roku ukończył Liceum im. Sułkowskich w Rydzynie i kontynuował naukę w Pedagogium w Lublinie. W czasie II wojny światowej zaangażował się w tajne nauczanie w Warszawie i Nałęczowie. W szkole handlowej, a następnie gimnazjum i liceum w Nałęczowie, pracował w latach 1942–1946.
W 1947 roku ukończył studia prawnicze na Uniwersytecie Poznańskim, a w 1948 roku Szkołę Główną Handlową. W 1949 roku uzyskał na Uniwersytecie Poznańskim stopień doktora, tematem jego rozprawy było Pojęcie państwa w marksizmie. W latach 1950–1955 pracował jako nauczyciel w szkołach średnich Warszawy i Poznania. Potem podjął studia na École pratique des hautes études w Paryżu. Po ich ukończeniu w 1959 roku został zatrudniony w Instytucie Filozofii i Socjologii PAN. Tam w 1963 roku uzyskał habilitację na podstawie rozprawy Wieś Żmiąca w pół wieku później. W 1973 roku został profesorem nadzwyczajnym, a w 1989 roku został profesorem zwyczajnym w zakresie nauk humanistycznych.
We wrześniu 1978 został członkiem Towarzystwa Kursów Naukowych. W okresie wydarzeń sierpniowych w 1980 roku był sygnatariuszem skierowanego do władz komunistycznych apelu 64 naukowców, literatów i publicystów o podjęcie dialogu ze strajkującymi robotnikami. W latach 1983–1992 pracował na stanowisku profesora w Katedrze Socjologii Wydziału Humanistycznego Uniwersytetu Mikołaja Kopernika w Toruniu. Po 1992 roku rozpoczął pracę w Instytucie Rozwoju Wsi i Rolnictwa PAN, pracując tam do 1997 roku. Później został wykładowcą Wyższej Szkoły Humanistycznej i następnie Akademii Humanistycznej im. Aleksandra Gieysztora w Pułtusku.
W działalność na rzecz ochrony środowiska naturalnego zaangażowany od 1950 roku, autor wielu prac i artykułów poświęconych tej tematyce. W 1997 roku uhonorowany został tytułem „Dobrodzieja Przyrody” przyznawanym przez Pracownię na rzecz Wszystkich Istot. Aktywnie zaangażowany w działalność Towarzystwa Wolnej Wszechnicy Polskiej (TWWP), czyniącego starania na rzecz reaktywowania tej międzywojennej uczelni. Był przewodniczącym prezydium rady Fundacji im. Tadeusza Łopuszańskiego, a także redaktorem naczelnym „Buntu Młodych Duchem”, niezależnego dwumiesięcznika o tematyce historycznej, społecznej i ekologicznej, wydawanego przez Oddział Warszawski TWWP oraz Fundację im. Tadeusza Łopuszańskiego. Były członek działającej w latach 1986–1989 Rady Konsultacyjnej przy przewodniczącym Rady Państwa, a następnie członek Rady do Spraw Wsi i Rolnictwa przy prezydencie RP Lechu Wałęsie. W wyborach parlamentarnych w 1997 bez powodzenia ubiegał się o mandat poselski z listy Unii Wolności w województwie poznańskim (otrzymał 162 głosy).

## Odznaczenia
W 2011 roku został odznaczony Krzyżem Komandorskim Orderu Odrodzenia Polski.

## Wybrane publikacje
- Materializm: krótki zarys filozofii materialistycznej (1948)
- Awans przez szkołę na przykładzie Żmiącej, wsi powiatu limanowskiego (1956)
- Ewolucja ustroju rolnego we wsi Żmiąca w latach 1847–1953 (1957)
- Poglądy ekonomiczne Monteskiusza na tle jego twórczości (1958)
- Adaptacja emigracji ze wsi Żmiąca (powiat limanowski) na Ziemiach Zachodnich (1960)
- Dziedziczenie we wsi Limanowej na przykładzie Żmiącej (1960)
- Agribusiness – wyłaniająca się nowa gałąź amerykańskiej socjologii wsi (1968)
- Badania amerykańskie nad aktywizacją społeczności lokalnej (1969)
- Socjologia wsi w Stanach Zjednoczonych: stan i tendencje rozwojowe (1970, wspólnie z Alvinem L. Bertrandem)
- Ewolucja rolniczych spółdzielni produkcyjnych w uprzemysłowionym regionie (1970)
- Ochrona środowiska naturalnego wsi (1973)
- Gaeki – zespołowe gospodarstwa rolne we Francji (1975)
- Ochrona krajobrazu w socjoekologicznej perspektywie (1980)
- Ekologia człowieka a sozoekologia społeczna (1982)
- Obrzędy i praktyki religijne ludności wiejskiej i ich regulacyjne funkcje na przykładzie wsi Zacisze (1984)
- Aktywizacja i rozwój społeczności lokalnych i środowiskowych (1987)
- Konflikty towarzyszące procesowi sekularyzacji szkoły po 1956 r. (1987)
- Cenzura słowa a wychowanie do trzeźwości w autorytatywnym systemie PRL (1993)
- Socjologia wsi we Francji (1994,wspólnie z Placide Rambaud, ISBN 83-231-0476-X)
- Dimitrie Gusti: socjolog niepodległej Rumunii (1999, ISBN 83-7174-437-4)
- Ludwik Górski – prekursor socjologii wsi i społecznej nauki Kościoła (w dziewięćdziesiątą rocznicę śmierci) (1999)
- O pewnym stereotypie socjologii religii (1999, ISBN 83-231-1044-1)
- Sozoekologia społeczna : główne problemy, materiały, rozwiązania (2008, ISBN 978-83-231-2264-7)